# Sint-Pieters-Kapelle (Vlaams-Brabant)

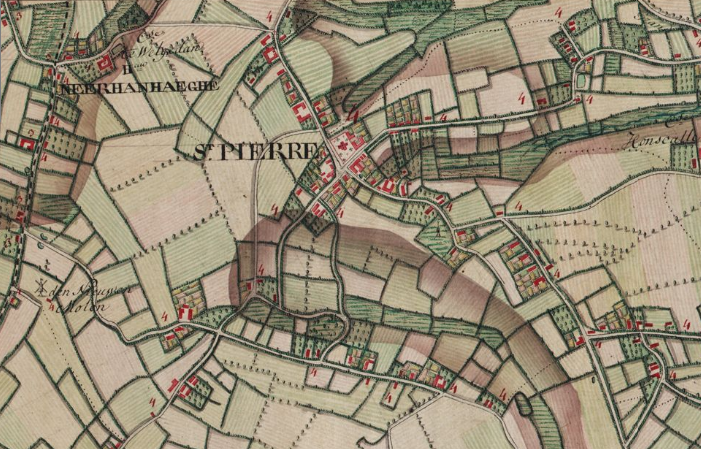
Sint-Pieters-Kapelle eenvoudig vermeld
als "Saint Pierre" op Ferrariskaarten

Sint-Pieters-Kapelle (Frans: Saint-Pierre-Capelle) is een dorp in Belgische provincie Vlaams-Brabant en een deelgemeente van Pajottegem,  gelegen in het Pajottenland. Sint-Pieters-Kapelle was een zelfstandige gemeente tot aan de gemeentelijke herindeling van 1977.

## Toponymie

### Gehuchten
De nomenclatuur van gehuchten en locaties is sterk geïnspireerd door de topografie en het daarmee samenhangend bodemgebruik. Torreborre, Rasbeek, Heisbeek, Roosbroek, Rijsgat en Laag Manhove verwijzen naar lage reliëfs. Hoog Manhove, Stevelberg en Heizei komen overeen met hogere delen in het landschap.

## Geschiedenis
Als onderdeel van het zogenaamde Hernegewoud hangt de historiek van Sint-Pieters-Kapelle nauw samen met deze van het naburige Herne; sedert de gemeentelijke herindeling van 1977 is dit dorp trouwens opnieuw een deelgemeente van "groot Herne". Het maakt derhalve ook deel uit van het Waltrudis-erfdeel dat omstreeks het midden van de 7e eeuw aan het kapittel van Bergen geschonken werd. Het Hernegewoud of de Potestas van Herne (Latijn: potestas = politiek / administratief ambtsgebied, dat meestal overeenkwam met een territoriaal zeer uitgestrekte heerlijkheid) behoorde tijdens de middeleeuwen en het ancien régime tot het Henegouwse baljuwschap Edingen. Sint-Pieters-Kapelle was in die hoedanigheid geen autonome heerlijkheid, aangezien het onder de bevoegdheid van de schepenen van Herne viel. Bij de grondige administratieve reorganisatie van de Zuidelijke Nederlanden, door het Franse bestuur, werd Sint-Pieters-Kapelle in 1795 ingedeeld bij het departement Jemappes, waarvan de benaming door de grondwet van 1815 in provincie Henegouwen gewijzigd werd. Hierin behoorde Sint-Pieters-Kapelle ("Saint-Pierre" staat vermeld op de Ferrariskaart) aanvankelijk tot het arrondissement Bergen en vanaf 1818 tot het arrondissement Zinnik. Deze afhankelijkheid van Wallonië merk je onder meer bij een rondwandeling op het kerkhof, waar tal van inscripties op de grafzerken in het Frans zijn uitgevoerd.
Aan het einde van de Tweede Wereldoorlog, op 3 september 1944, nog voor de Engelse soldaten aankwamen, werd de bevrijding gevierd in het dorp. Er stroomde veel volk toe rond café De Patriot. Een eerste Engels verkenningsvoertuig op weg naar Brussel stootte er toevallig op een terugtrekkende Duitse kolonne. Na een kort vuurgevecht gaven een honderdtal Duitsers zich over en ze werden opgesloten in een schuur. In afwachting van de komst van de Engelse brigade werden ze bewaakt door verzetslui en burgers. Toen later een SS-eenheid uit Edingen voorbij het café kwam, opende die het vuur op de menigte. Pas na bemiddeling van een Duitse kolonel, die gewond was geraakt bij de eerdere confrontatie met de Engelsen, stopte het geweld. Maar daarna werd de Duitse kolonne in het dorp nog beschoten door twee Britse vliegtuigen. Bij deze gebeurtenissen kwamen 25 burgers, vier verzetslui en een vijftigtal Duitse soldaten om het leven. In 1945 werd een monument opgericht voor de overleden verzetsstrijders en in 2012 voor de burgerslachtoffers.
Pas in 1962-1963, ter uitvoering van de Eerste en de Tweede Wet Gilson, werd deze taalgrensgemeente naar het Nederlandstalige arrondissement Halle-Vilvoorde van de provincie Brabant (gewijzigd in Vlaams-Brabant) overgeheveld.

## Geografie

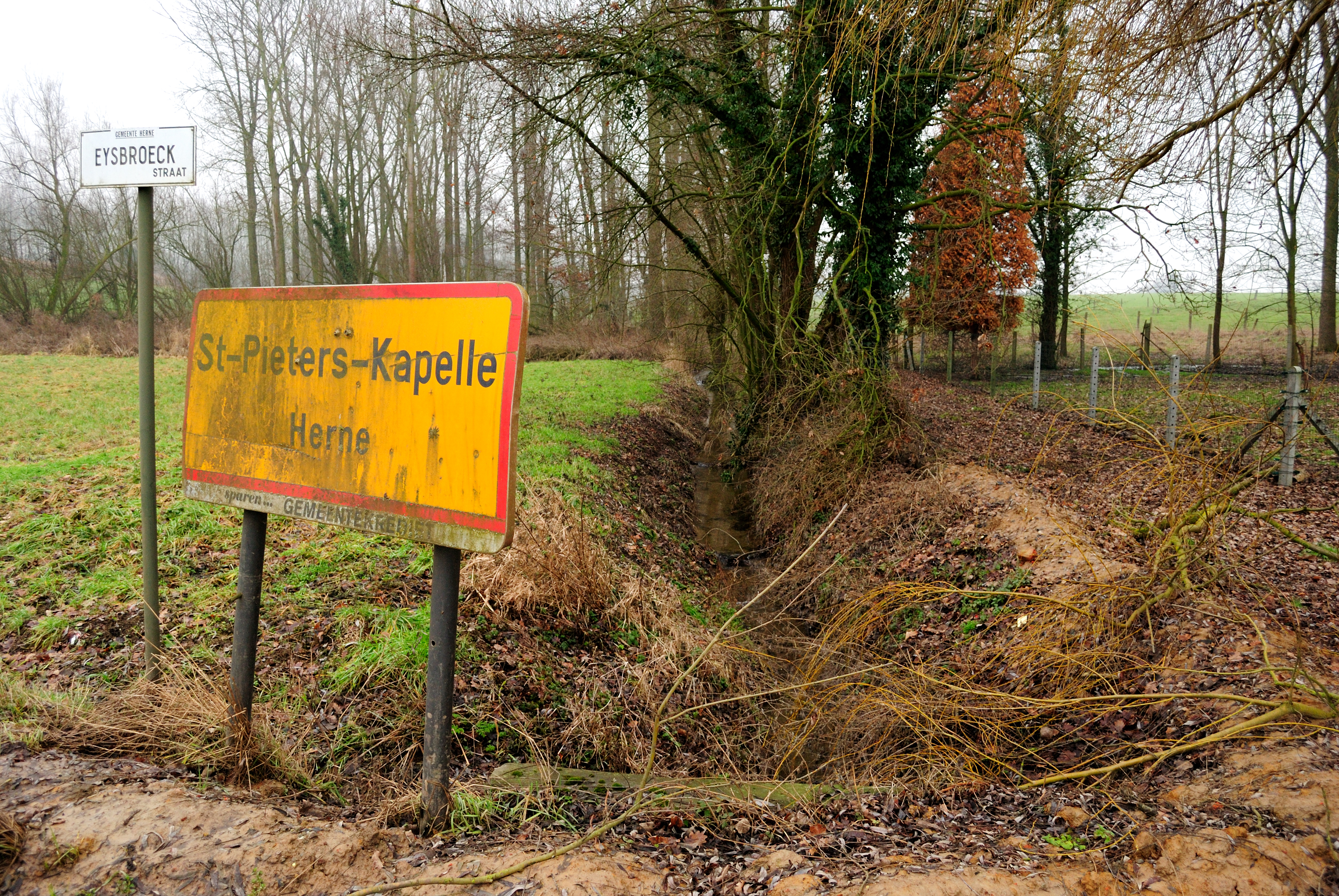
De Eisbroekbeek op de grens met Bever

### Kernen
De historisch dorpskom van Sint-Pieters-Kapelle ligt langs de bochtige verbindingsweg (Markstraat-Geraardsbergsestraat) tussen Edingen (graafschap Henegouwen) en Geraardsbergen (graafschap Vlaanderen). Dit is, althans voor wat zijn ligging op het grondgebied van Sint-Pieters-Kapelle betreft, een uitgesproken hoogteweg en in die hoedanigheid vermoedelijk van zeer vroege aanleg. De lintbebouwing langs de Brikstraat en de Manhovestraat, de secundaire weg van Herne naar Zullik, is daarentegen van meer recente ouderdom. Naast de ruimtelijke eerder beperkte kernbewoning, precies gesitueerd bij de kruising van hoger genoemde intergemeentelijke verbindingswegen, staan er langs het bochtige stratennet nog tientallen boerderijen die het agrarisch verleden van de gemeente benadrukken. Hun gebouwenbestand dateert hoofdzakelijk uit de 18e eeuw en de 19e eeuw. Sint-Pieters-Kapelle heeft zijn agrarisch, landelijke identiteit met een afwisseling van akkers en weilanden tot op heden vrij gaaf weten te bewaren.

### Topografie
De Stevelberg en de omgeving van de kapel Onze-Lieve-Vrouw van Bijstand aan de Geraardsbergsestraat bereiken een hoogte van +82 meter. De watertoren van het gehucht Hoog Manhove situeert zich op +78 meter. De windmolen (+67 meter), welke op de Ferrariskaart (1770-78) ten oosten van de Zullikstraat gelegen is, is thans verdwenen.
Op de grens met Herne ligt de alluviale vlakte van de Mark op amper +35 meter. Door de aanwezigheid van ondoordringbare kleilagen in de ondergrond situeren er zich op het grondgebied van Sint-Pieters-Kapelle tientallen bronnen. Hun eroderende werking resulteert in een golvend reliëf met een dicht drainagenet van droge dalen, tijdelijke en permanente beekjes.

### Hydrografie
Ruim 90 % van de totale gemeentelijke oppervlakte (1181 ha) ligt op de westelijke oever van de Mark, wiens stroomrichting in de middenloop een zuid-noord oriëntatie heeft. De Bellebeek (westen) en de ruisseau de I'Odru (oosten) vormen de natuurlijke begrenzing aan de zuidzijde van de gemeente. Deze zuidgrens is overigens niet alleen gemeentegrens maar ook kanton-, arrondissements-, provincie-, gewest- en taalgrens. Het dorpscentrum ligt op het interfluvium (ca. +70 meter) tussen de Hondscallebeek en de Rasbeek. De Hondscallebeek is een zijbeek van de Mark, terwijl de Rasbeek in de Bellembeek uitmondt. Het noordoostelijke gedeelte van het grondgebied watert af naar de Eysbroeckbeek die via de Beverbeek ter hoogte van Galmaarden in de Mark stroomt.

## Bezienswaardigheden
- De Sint-Pieterskerk[2]
- De Kapel van Onze-Lieve-Vrouw van Zeven Weeën[3]
- De Molen van Nerom, een watermolen.
- De Onze-Lieve-Vrouwekapel
- De Kapel van Onze-Lieve-Vrouw van Smarten
- De Appoloniakapel
- De Onze-Lieve-Vrouw van Bijstandkapel

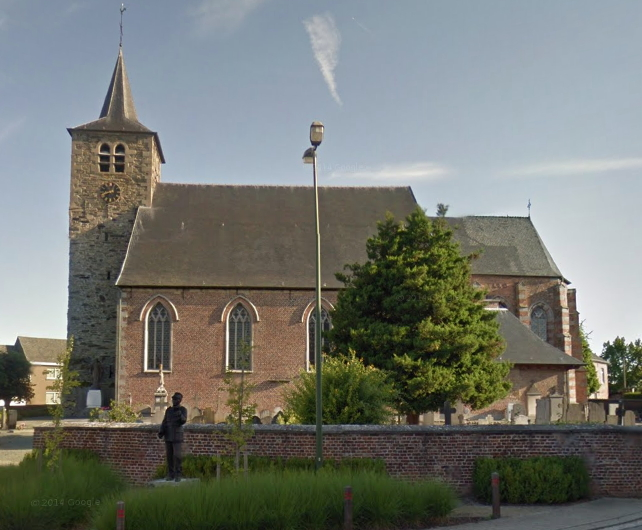
Sint-Pieterskerk van Sint-Pieters-Kapelle

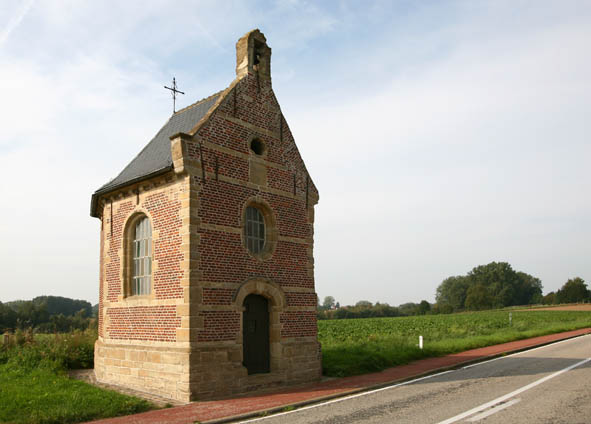
Onze-Lieve-Vrouw van Zeven Weeën kapel

## Natuur en landschap
Sint-Pieterskapelle ligt op een hoogte van 35-80 meter tussen het Brabants en het Henegouws leemplateau, in het zuiden van het Pajottenland.

## Demografische ontwikkeling
De ontstentenis aan lokale werkgelegenheid heeft het aantal inwoners sedert 1846 nagenoeg gehalveerd. Momenteel telt de gemeente ca. 1.400 inwoners. Bij de volkstelling van 1846 waren er dat nog 2.247. Bij de autochtone bevolking stelt men een systematische uitwijking van de jongeren vast. Leegstaande woningen daarentegen worden niet zelden opgekocht door oudere Franstaligen. Deze evolutie werkt de vergrijzing van de bevolking in de hand.
- Bronnen:NIS, Opm:1831 tot en met 1970=volkstellingen; 1976 = inwoneraantal op 31 december

## Cultuur

### Muziek
Sint-Pieters-Kapelle heeft, net als vele andere dorpen, een eigen harmonie genaamd Koninklijke Fanfare Sint-Pieters-Herleving. Patroonheilige daarvan is Sint Cecilia, te wier ere elk jaar een eetfestijn wordt georganiseerd.

## Politiek
Sint-Pieters-Kapelle had een eigen gemeentebestuur en burgemeester tot de fusie van 1977. Burgemeesters waren:
- 1958-1976 : Pierre Poelaert

Na de gemeentelijke fusie werd Poelaert burgemeester van fusiegemeente Herne.

## Economie
Te Sint-Pieters-Kapelle, meer bepaald in het gehucht Garenne (Konijnenbos), situeerde zich eertijds een groeve waar natuursteen voor het optrekken van diverse gebouwen in de regio ontgonnen werd.

## Mobiliteit
Door de onmiddellijke nabijheid van het Waalse stadje Edingen, dat gedurende de middeleeuwen en het Ancien Régime de soevereiniteit over de meeste gemeenten van zuidelijk Pajottenland uitoefende, geniet Sint-Pieters-Kapelle in principe een gunstige verkeerstechnische ontsluiting met vrij vlotte trein- en busverbindingen naar het Brusselse.

## Nabijgelegen kernen
Mark, Bever, Herne
Deelgemeenten: Galmaarden · Gooik · Herne · Herfelingen · Kester · Leerbeek · Oetingen · Sint-Pieters-Kapelle · Tollembeek · Vollezele

Overige dorpen en gehuchten: Drie Egypten · Gemelingen · Kesterbrugge · Kokejane · Kwakenbeek · Oplombeek · Rode · Sint-Paulus · Strijland · Wilderen · Woestijn

Belgische gemeenten · Arrondissement Halle-Vilvoorde · Vlaams-Brabant · Vlaanderen